# 河北医科大学第四医院
河北医科大学第四医院 (英語：The Fourth Hospital of Hebei Medical University)，是一所集医疗、科研、教学、预防、保健、康复为一体的大型综合三级甲等医院，位于中华人民共和国河北省石家庄市长安区健康路12号，建筑面积41.65万平方米，拥有床位2428张（本部开放床位1603张，东院开放床位825张），职工4481名，临床医技科室67个，固定资产23.8亿元。

## 历史沿革
河北医科大学第四医院暨河北省肿瘤医院（以下简称“省四院”），是一所综合性三级甲等医院。省四院前身为在1955年创建的河北省纺织管理局医院，当时有医疗科室11个，105张床位，287名职工。
1958年8月，河北省纺织管理局医院改隶属为河北医学院，并更名为河北医学院第四医院，增甜胸外科、麻醉科等7个专业科室。
1970年，原河北医学院与天津中医学院合并，更名为河北新医大学，河北医学院第四医院便随其更名为河北新医大学第四医院。
1979年，河北新医大学恢复河北医学院的名称，河北新医大学第四医院便又随其恢复河北医学院第四医院的名称。
1980年12月，河北省肿瘤研究所与河北医学院第四医院合并，实行院所合一。当年职工达到735人，副高以上职称17人，主治医师72人，住院医师101人，护士、护师253人，床位520张。
70年代初时的医院已经在肿瘤治疗方面有了规模，1986年河北省委、省政府将河北省肿瘤医院设在河北医学院第四医院，从此省四院形成了以诊治肿瘤为主的综合医院。
1988年6月，河北省中日友好癌检诊中心并入河北医学院第四医院。
1995年5月，河北省政府将河北医学院、河北中医学院、石家庄高等医学专科学校（原隶属中国有色金属总公司）三校合并，组建河北医科大学，同年11月，河北医学院附属第四医院更名为河北医科大学第四医院、河北医科大学第四临床医学院。